# 菲亚特汽车集团
斯特兰蒂斯意大利（英語：Stellantis Italy，前称FCA意大利（FCA Italy S.p.A.，2014年至2021年）和菲亚特汽车集团（Fiat Group Automobiles S.p.A.，2007年至2014年）是斯特兰蒂斯的子公司，致力於生產和銷售轿车和商用车辆。此前公司是菲亚特克莱斯勒汽车(前身為菲亚特集团)之子公司。